# Montazeau
Montazeau é uma comuna francesa na região administrativa da Nova Aquitânia, no departamento Dordonha. Estende-se por uma área de 14,05 km². Em 2010 a comuna tinha 294 habitantes (densidade: 20,9 hab./km²).